# Jaamaküla
Jaamaküla är en ort i Estland. Den ligger i Surju kommun och landskapet Pärnumaa, i den sydvästra delen av landet, 130 km söder om huvudstaden Tallinn. Jaamaküla ligger 29 meter över havet och antalet invånare är 175.
Terrängen runt Jaamaküla är mycket platt. Runt Jaamaküla är det mycket glesbefolkat, med 2 invånare per kvadratkilometer. Närmaste större samhälle är Kilingi-Nõmme, 16,0 km sydost om Jaamaküla. I omgivningarna runt Jaamaküla växer i huvudsak blandskog.